# Mimetes chrysanthus
Mimetes chrysanthus är en tvåhjärtbladig växtart som beskrevs av J.P. Rourke. Mimetes chrysanthus ingår i släktet Mimetes och familjen Proteaceae. Inga underarter finns listade i Catalogue of Life.